# Peoria (Alberta)
Pour les articles homonymes, voir Peoria.
Peoria est un hameau (hamlet) du Comté de Birch Hills, situé dans la province canadienne d'Alberta.